# マッカートニー (小惑星)
マッカートニー (4148 McCartney) は小惑星帯に位置する小惑星。1983年7月11日、ローウェル天文台のエドワード・ボーエルによって発見された。ビートルズのポール・マッカートニーに因んで命名された。